# Niżnia Garajowa Rówień
Niżnia Garajowa Rówień – rówień w dolinie Niewcyrka w słowackich Tatrach Wysokich. Znajduje się po orograficznie prawej stronie Niewcyrskiego Potoku, powyżej Niedźwiedziej Równi, a poniżej Wyżniej Garajowej Równi. Niżnia Garajowa Rówień to prawie poziomy teren całkowicie porośnięty kosodrzewiną. Po północnej stronie ciągnie się do zboczy Garajowych Turni i skalistego wylotu żlebu opadającego ze Skrajnej Garajowej Ławki (na wysokości około 1570 m). Po stronie południowej i po przeciwnej stronie potoku wznoszą się bardzo strome ściany Małej i Wielkiej Krywańskiej Strażnicy.
Nazwę tej formacji nadał Władysław Cywiński w 14 tomie przewodnika wspinaczkowego Tatry. Grań Hrubego. Nawiązał do nazw innych Garajowych obiektów w Grani Hrubego, którym nazwę nadał w 1956 r. Witold Henryk Paryski. Pochodzą one od niejakiego Garaja, wspólnika Juraja Jánošíka. 
Przez Niżnią Garajową Rówień powadzi ścieżka do Niewcyrki, ale obecnie cała Niewcyrka jest obszarem ochrony ścisłej TANAP-u z zakazem wstępu